# Kleiner Wiesenknopf
Der Kleine Wiesenknopf (Sanguisorba minor), auch Pimpinelle oder Pimpernell genannt, ist eine Pflanzenart aus der Gattung Wiesenknopf (Sanguisorba) innerhalb der Familie der Rosengewächse (Rosaceae).
Auch die Pflanzen der Gattung der Bibernellen werden als Pimpinellen oder Pimpernellen bezeichnet, gehören jedoch zur Familie der Doldenblütler.

## Beschreibung

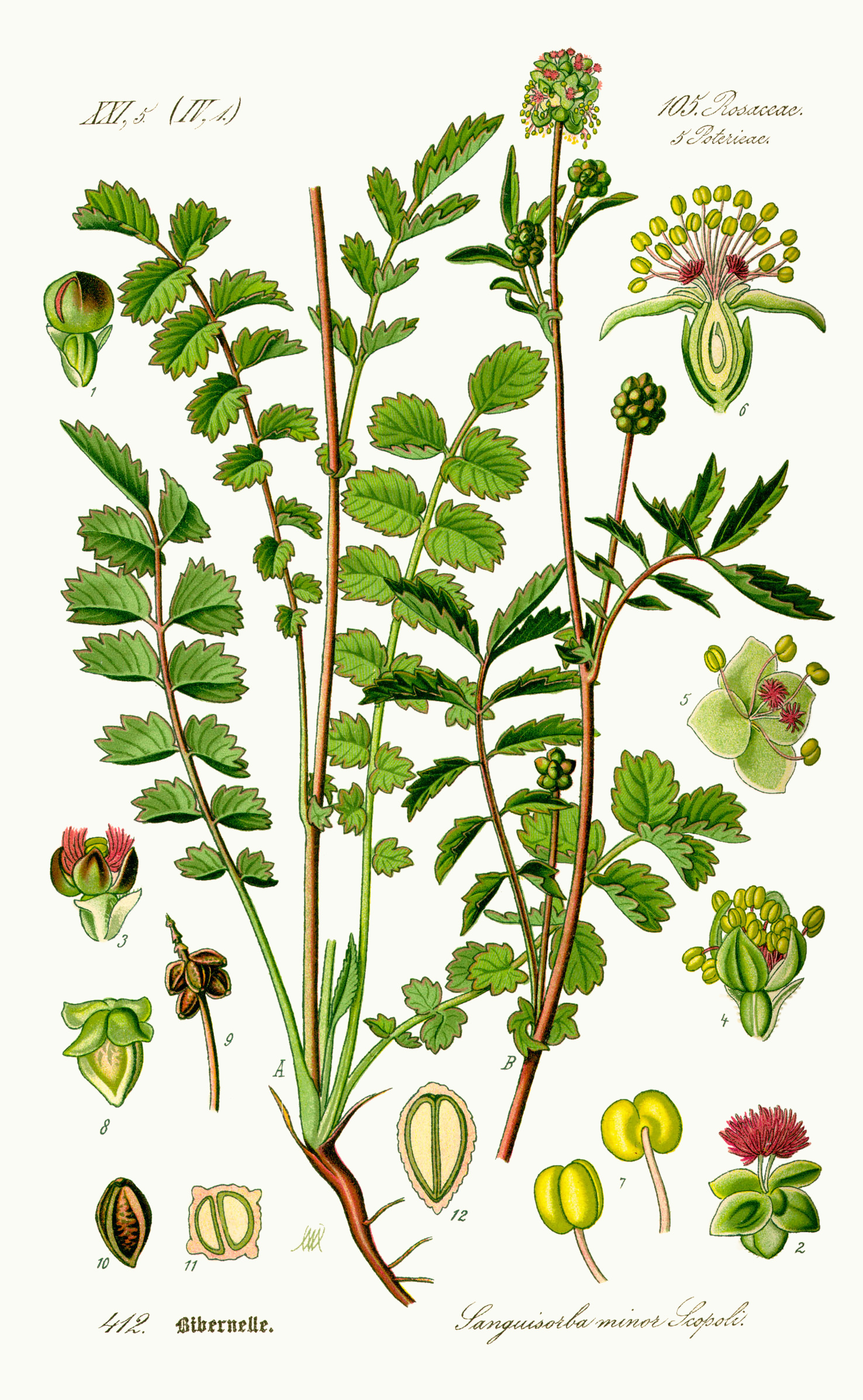
Illustration von Otto Wilhelm Thomé: Blütenknospe (1), weibl. Blüte (2), männl. Blüte (4), zwittr. Blüte mit vier Staubblättern (5) (sich eben öffnend (3), Längsschnitt durch eine zwittr. Blüte mit mehreren Staubblättern (6)), Staubblätter (7), nicht reife Frucht (8), Teil des reifen Fruchtstands (9), reife Frucht (10) (Querschnitt (11), Längsschnitt (12))

### Vegetative Merkmale
Der Kleine Wiesenknopf ist eine ausdauernde, krautige Pflanze, die Wuchshöhen von 20 bis 100 Zentimetern erreicht. Der runde bis kantige Stängel ist aufrecht und verzweigt. Die Grundblätter sind in einer dichten Rosette angeordnet. Die Stängelblätter sind regelmäßig am Stängel verteilt. Die unpaarig gefiederten Laubblätter besitzen drei bis zwölf Paare Fiederblättchen. Die sitzenden oder bis 4 mm lang gestielten Fiederblättchen sind bei einer Länge von 0,5 bis 2 Zentimetern eiförmig bis elliptisch. Der Blattrand ist grob gezähnt und trägt jederseits drei bis neun Zähne. Die Blattunterseite ist zuweilen heller oder grauer als die Oberseite.

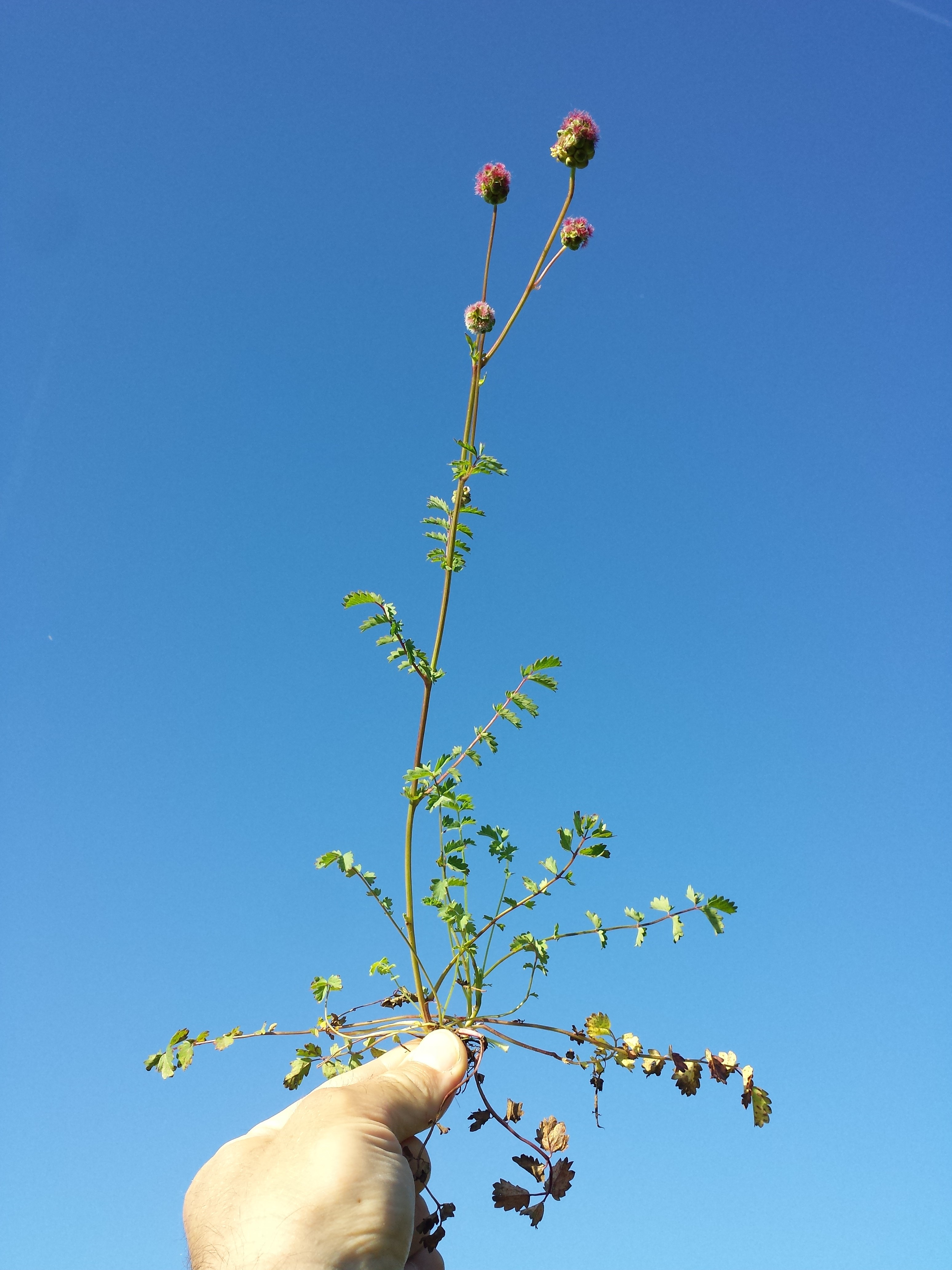
Habitus
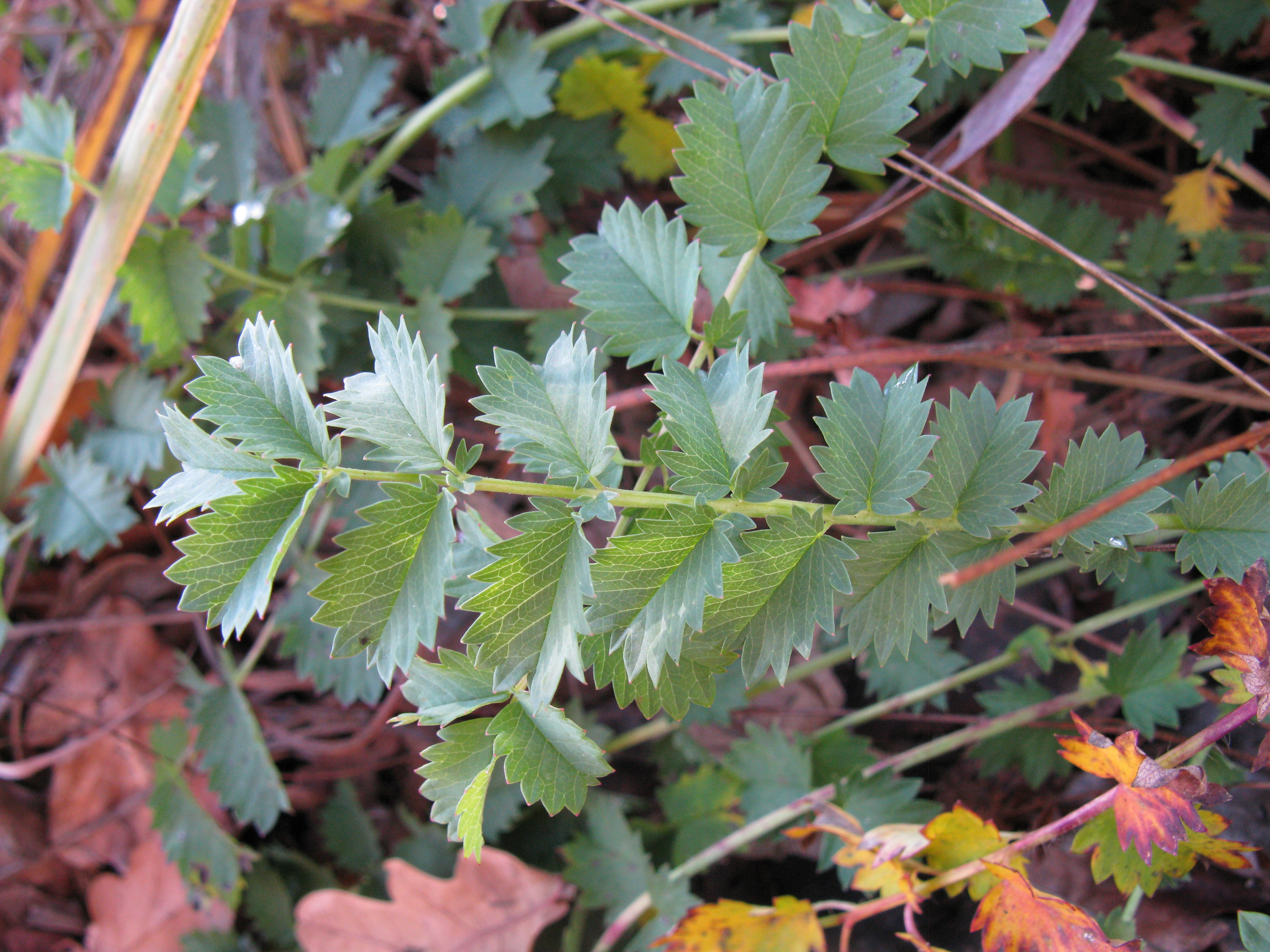
Gefiederte Laubblätter

### Generative Merkmale
Die Blüten stehen in dichten, fast kugeligen, endständigen, köpfchenförmigen Blütenständen von 1 bis 3 Zentimeter Durchmesser. Die Einzelblüten besitzen einen grünen (bis rötlichen) Kelch mit vier Kelchblättern und keine Krone. An den Köpfchen stehen oben die weiblichen Blüten mit zwei Griffeln mit karminroten, pinselförmigen Narben und ohne Nektarring. Darunter stehen zwittrige Blüten und zuunterst die zuletzt reifenden männlichen Blüten mit 20–30 lang gestielten, schlaff überhängenden Staubblättern, die viel länger als der Kelch sind.
Die Früchte stehen in einem Fruchtstand, der von den verbleibenden zurückgebogenen Kelchblättern umgeben ist. Die Samen sind von dem erhärteten Blütenbecher eingeschlossen.
Die Früchte sind in Abhängigkeit von der Unterart ungeflügelt und besitzen dann vier schmale, geradrandige Längskanten mit netzförmigen, runzeligen Zwischenflächen oder sie besitzen statt der Längskanten vier schmale bis breite, am Rand buchtige Längsflügel. Im letzten Fall sind die Zwischenflächen nicht netzförmig, sondern deutlich skulpturiert mit unregelmäßigen, rundlich-spitzen Erhöhungen.
Die Chromosomenzahl beträgt 2n = 28.

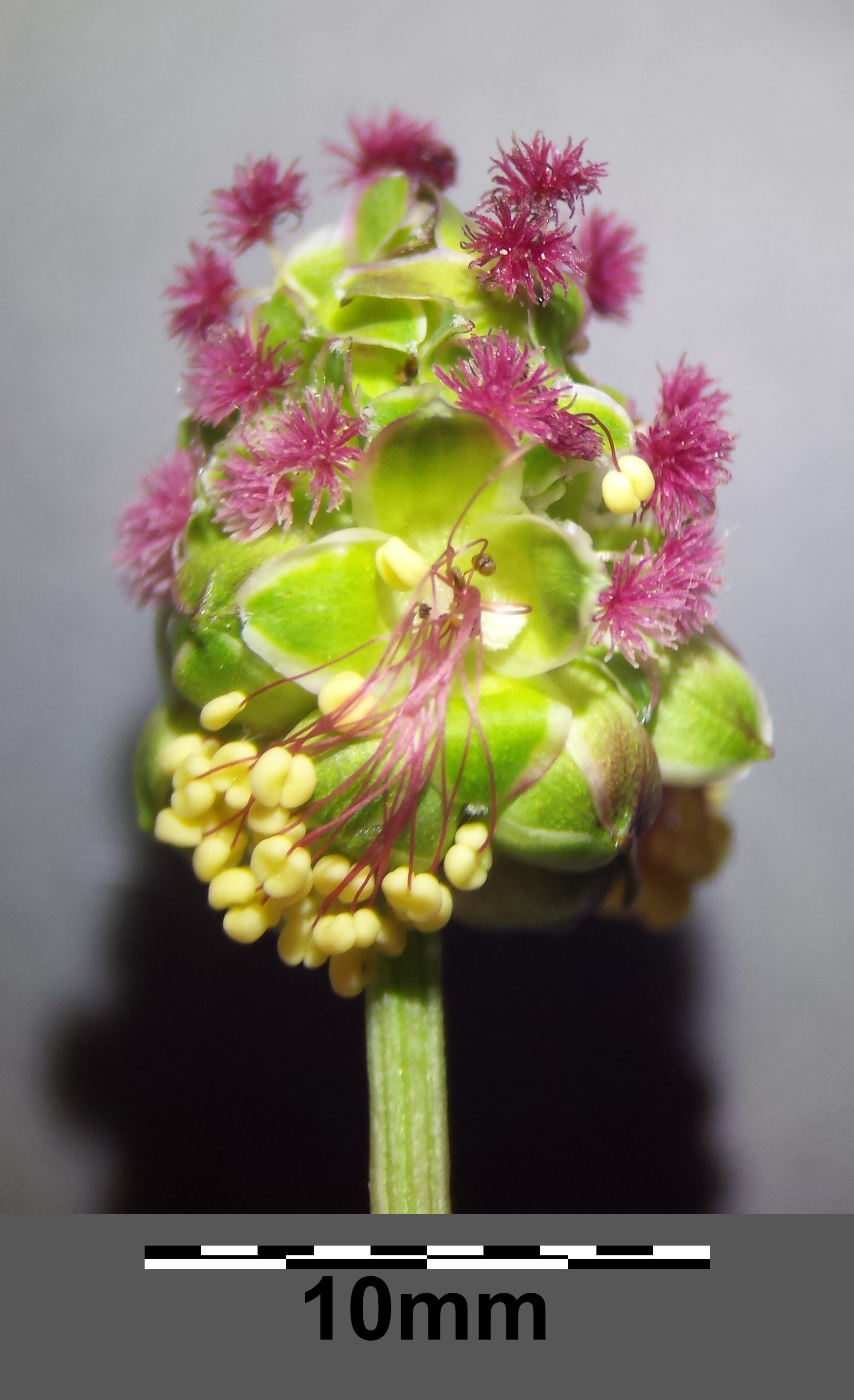
Köpfchen mit unten männlichen, in der Mitte zwittrigen und oben weiblichen Blüten
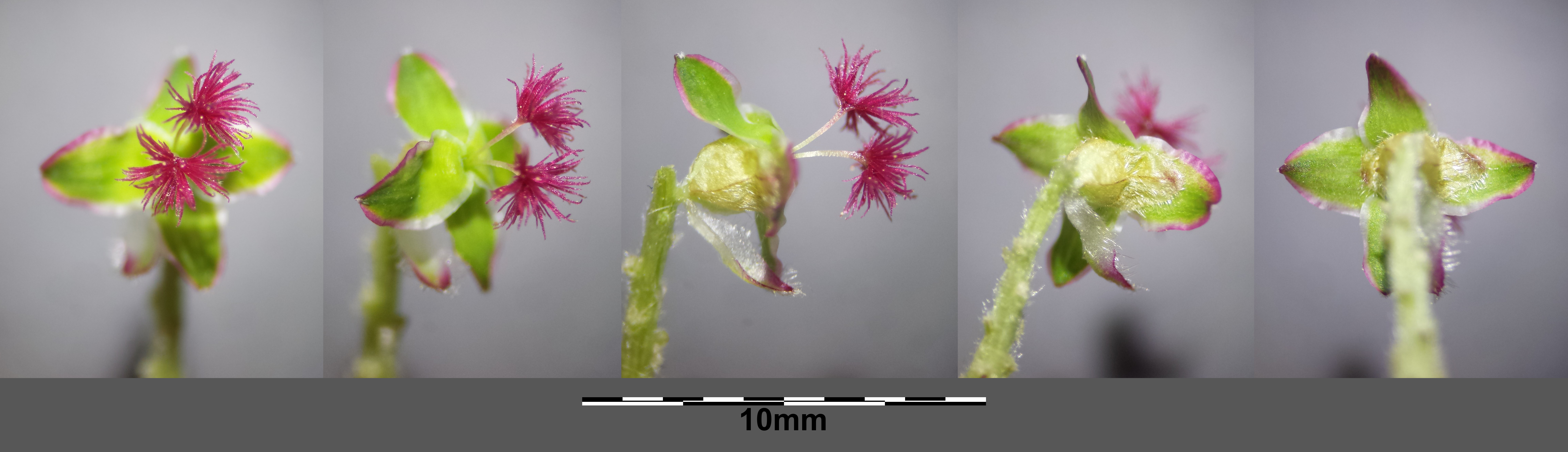
Weibliche Blüte
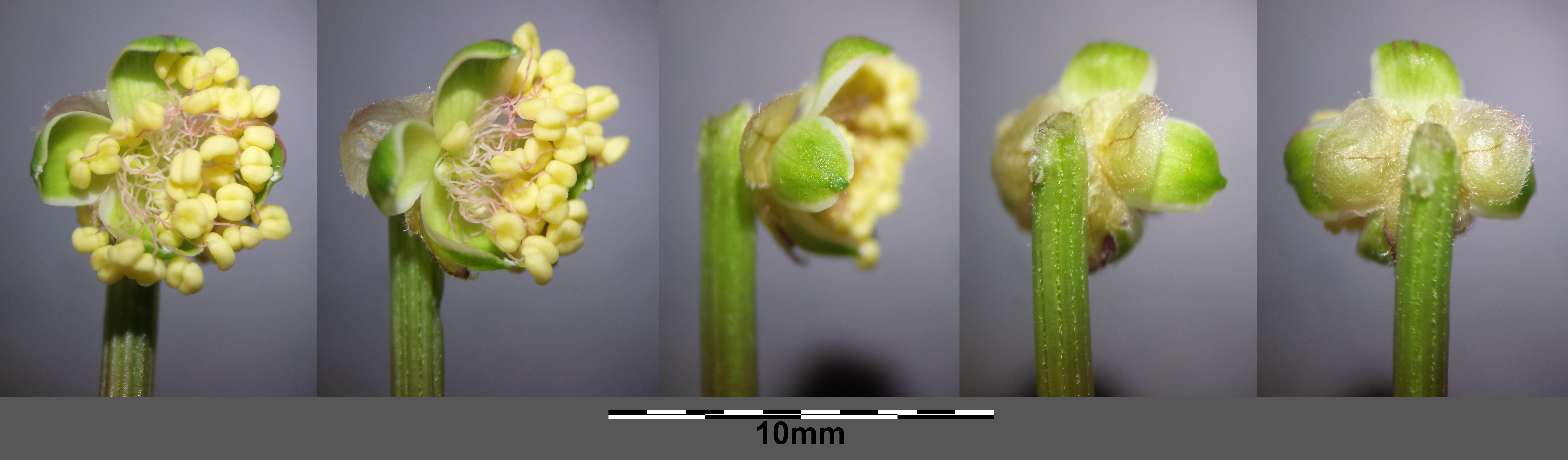
Männliche Blüte
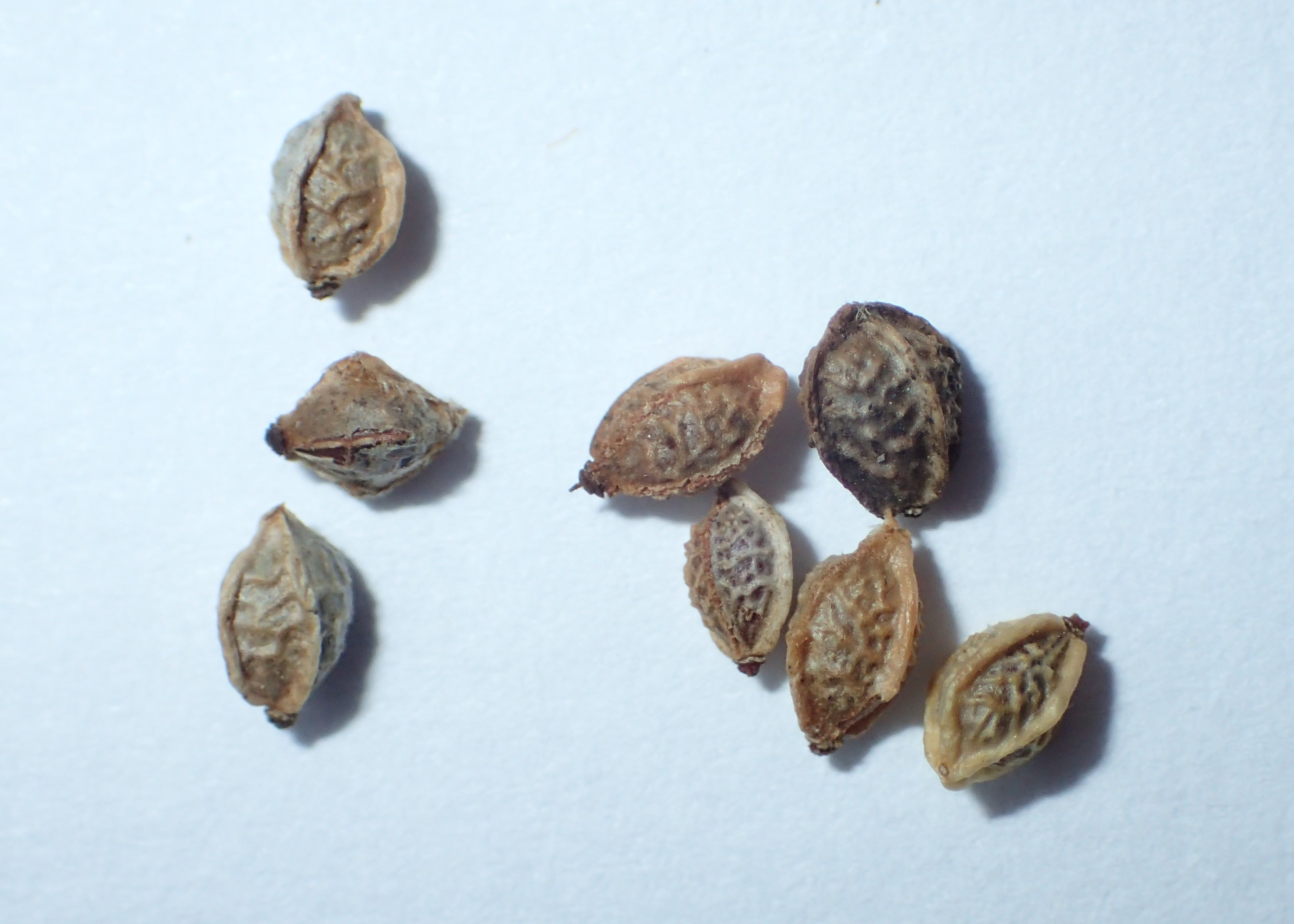
Früchte; verm. von der Unterart Sanguisorba minor subsp. minor auf Grund der fehlenden Flügel und den netzförmig runzeligen Zwischenflächen
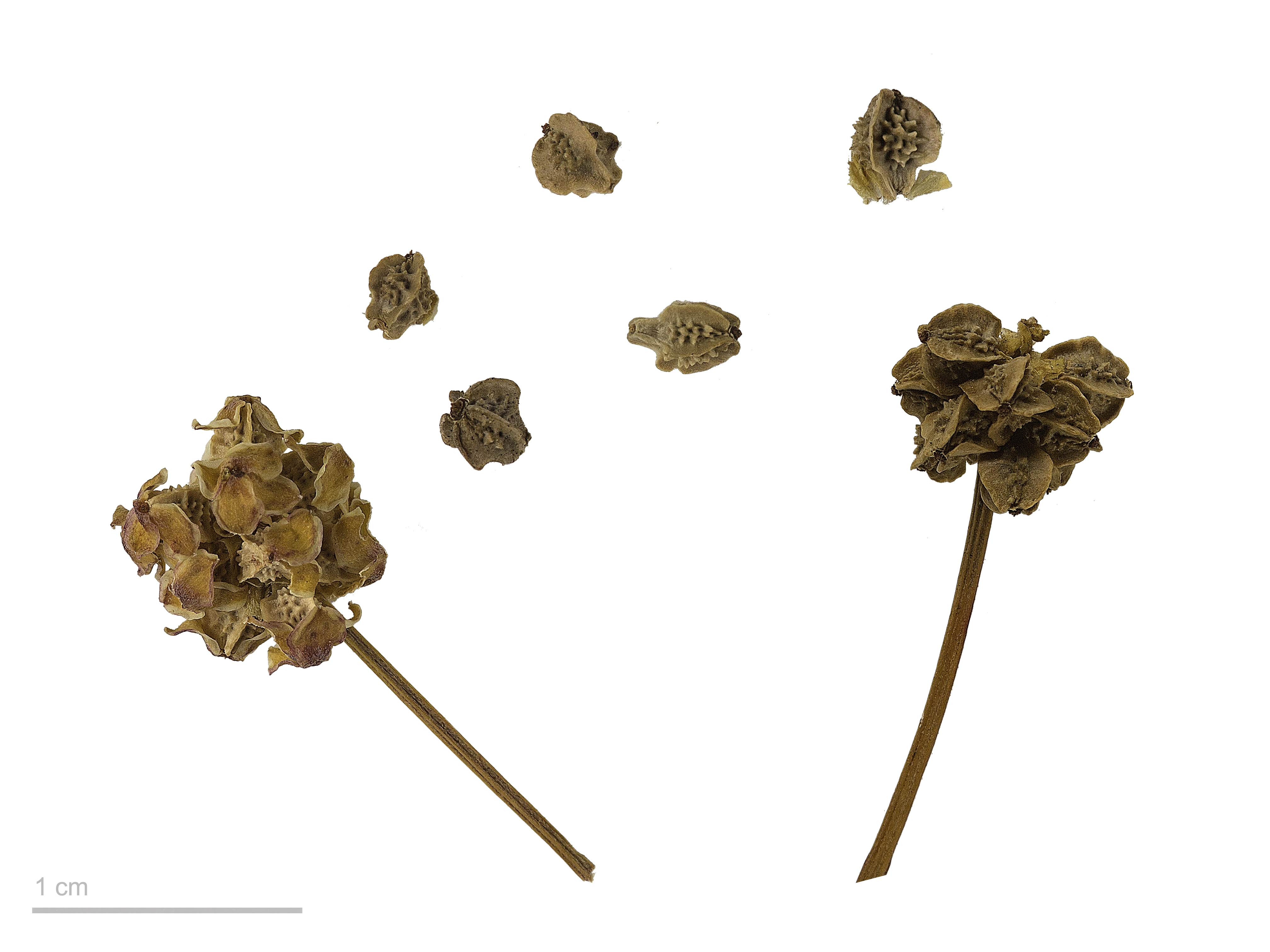
Fruchtstände und Früchte; verm. von der Unterart Sanguisorba minor subsp. balearica auf Grund der Flügel und den nicht netzförmigen Zwischenflächen

## Systematik
Der Kleine Wiesenknopf wurde 1753 von Carl von Linné in Species Plantarum unter dem Namen Poterium sanguisorba erstveröffentlicht und ist die Typus-Art der Gattung Poterium. Giovanni Antonio Scopoli stellte ihn 1771 in die Gattung Sanguisorba und benannte ihn Sanguisorba minor Scop., weil Gattungsname und Epithet nach dem Internationalen Code der Nomenklatur für Algen, Pilze und Pflanzen nicht identisch sein dürfen. Nach molekularphylogenetischen Erkenntnissen wird die Gattung Poterium von Sanguisorba getrennt und mit Bencomia Webb & Berthel., Marcetella Svent., Dendriopoterium Svent. und Sarcopoterium Spach zusammengefasst.
Es werden zwei Unterarten unterschieden:
- Sanguisorba minor L. subsp. minor hat vierkantige, aber ungeflügelte Fruchtkelche mit netznervigen Seitenflächen. Diese Unterart ist in Mitteleuropa weit verbreitet. Die Chromosomenzahl beträgt 2n = 28.[6]
- Sanguisorba minor subsp. balearica (Bourg. ex Nyman) Muñoz Garm. & C.Navarro (Syn.: Sanguisorba minor subsp. muricata (Spach) Briq., Sanguisorba minor subsp. polygama (Waldst. & Kit.) Cout.), die vier Kanten des Fruchtkelches sind geflügelt; die Seitenflächen haben grob gezähnte Netzleisten und dazwischen grubige Vertiefungen. Diese mediterran und submediterran verbreitete Unterart taucht in Mitteleuropa vor allem in Rasenansaaten auf. Die Chromosomenzahl beträgt 2n = 28 oder 56.[6]

- Sanguisorba verrucosa (Link ex G.Don) Ces. (Syn.: Sanguisorba minor subsp. verrucosa (Link ex G.Don) Holmboe) wird meist als eigene Art angesehen.[7][8]

## Vorkommen
Das ursprüngliche Verbreitungsgebiet ist Europa, das Mittelmeergebiet und Südwestasien. Im Norden geht das Verbreitungsgebiet bis nach Skandinavien, im Osten bis nach Afghanistan und im Süden schließt es Teile von Nordafrika ein. Der Kleine Wiesenknopf ist als submediterranes Florenelement schwerpunktmäßig in Südeuropa sowie in Teilen Mitteleuropas heimisch. Besiedelt werden Höhenstufen vom Tiefland bis in mittlere Gebirgslagen (in den Alpen bis in Höhenlagen von 1220 Metern). Nach Dörr und Lippert kommt er aber z. B. am Nagelskopf bei Steeg (Tirol) in einer Höhenlage von 1400 Metern vor.
Der Kleine Wiesenknopf wächst auf sonnigen, oft lückigen Mager- und Halbtrockenrasen, bevorzugt trockenen, meist kalkhaltigen, lockeren Lehmboden, ist etwas wärmeliebend und ein Magerkeitszeiger. Er ist eine Charakterart der Klassen Festuco-Brometea und kommt meist in Mesobromion-Gesellschaften vor.

## Ökologie
Der Kleine Wiesenknopf ist eine ausdauernde, oft wintergrüne Halbrosettenpflanze. Vegetative Vermehrung erfolgt durch unterirdische Ausläufer (Rhizome). Er ist ein Rohbodenpionier mit vesikulär-arbusculärer Mykorrhiza.
Der Kleine Wiesenknopf ist windblütig, dies stellt bei den Rosengewächsen eine Ausnahme dar. Die vorweiblichen Blüten gehören dem „langstaubfädigen Typ“ an. Die Anordnung und die Reihenfolge der Reifung fördert die Fremdbestäubung der Blüten. Bienen sammeln den Pollen, so dass auch Insektenbestäubung vorliegt. Blütezeit ist von Mai bis August.
Die Früchte sind kleine Nüsse, die vom Blütenbecher fest umschlossen sind, der so als Flug- und Schwimmapparat für die Früchte dient. Die Ausbreitung der Früchte erfolgt als Ballonflieger und als Regenschwemmlinge; eventuell ist auch mit Wasserhaft- und Zufallsverbreitung zu rechnen. Fruchtreife ist von Juli bis Oktober. Die Früchte sind Wintersteher.
Der Kleine Wiesenknopf ist Raupenfutterpflanze für mehrere Schmetterlingsarten, darunter auch für den monophagen Roten Würfel-Dickkopffalter.

## Verwendung

### Verwendung als essbare Wildpflanze
Der Geruch der Blätter ist gurkenähnlich und der Geschmack ist leicht gurkenartig, nussähnlich. Jüngere Blätter sind leicht, ältere Blätter stärker adstringierend.
Vom Kleinen Wiesenknopf lassen sich die Triebspitzen, die jüngeren Blätter und die knospigen Blütenstände verwenden. Um ihr feines Aroma zu erhalten, sollte man vor allem die Triebspitzen gegarten Gerichten erst zum Schluss roh hinzugeben. Roh kann man den Kleinen Wiesenknopf z. B. in Salaten, Frischkäse, Quark, Kräuterbutter oder zur Zubereitung von Kaltgetränken oder Weißweinbowle verwenden. Er passt zu pochiertem Fisch und Geflügelgerichten und eignet sich zum Würzen von Marinaden und Saucen. Man kann die Blätter auch zur Aromatisierung von Kräuteressig oder als Beigabe beim Einlegen von Essiggurken nutzen.
Der Kleine Wiesenknopf ist unter dem Namen Pimpinelle eines der sieben klassischen Gewürzkräuter der Frankfurter Grünen Soße.

### Verwendung als Futterpflanze
Der Kleine Wiesenknopf kann als Viehfutter genutzt werden. Dabei ist interessant, dass er selbst in Gegenden mit semiaridem Klima in den Sommermonaten weiter wächst und so das ganze Jahr über grünes Viehfutter liefern kann.

### Weitere Verwendungen
Er gehört zu den Kräutern einer klassischen Bauerngartenbepflanzung und dient auch heute noch als Zierpflanze.

## Inhaltsstoffe
Inhaltsstoffe des Kleinen Wiesenknopfs sind u. a.:
- Hydroxyzimtsäuren: Kaffeesäure, p-Cumarsäure
- Hydroxybenzoesäuren- und ihre Derivate: p-Hydroxybenzoesäure, Vanillinsäure, Gallussäure
- Weitere Gerbstoffe: Ellagsäure, das Gallotannin β-Glucogallin, 2,3-Hexahydroxydiphenoylglucose, 1-Galloyl-2,3-hexahydroxydiphenoyl-α-glucose
- Flavonoide: Isoquercitrin, Avicularin, Kaempferol-3-O-glucosid, ein 3-O-Galloyl-glucosyl-glucosid des Kaempferols, ein 3-O-Galloyl-glucosid des Quercetins, ein 3-O-Glucosyl-glucosid des 8-Methoxyquercetins, Flavonoidsulfate
- Triterpene: Ursolsäure, Tormentinsäure, das Tormentosid Tormentinsäure-28-O-esterglucosid, 23-Hydroxytormentinsäure, das Nigaichigosid F1 23-Hydroxytormentinsäure-28-O-esterglucosid
- Saponine

## Volksnamen
Der Kleine Wiesenknopf ist auch unter den Namen Blutstillerin, Blutströpfchen, Braunelle, Drachenblut, Falsche Bibernelle, Herrgottsworte, Körbelskraut, Költeltskraut, Rote Bibernelle, Sperberkraut, Wiesenbibernelle, Wurmkraut, Becherblume, Kleine Bibernelle, Welsche Bibernelle, Gartenbibernelle, Kleines Blutkraut, Megenkraut, Nagelkraut, Pimpinelle oder Pimpernelle bekannt.
Vor allem die Bezeichnungen „Bibernelle“, „Pimpinelle“ oder „Pimpernelle“ werden im Markt- und im Lebensmittelhandel häufig gebraucht, können aber zu Verwechslung mit „gleichnamigen“ Doldenblütlern der Gattung Bibernellen (Pimpinella) führen.

## Illustrationen

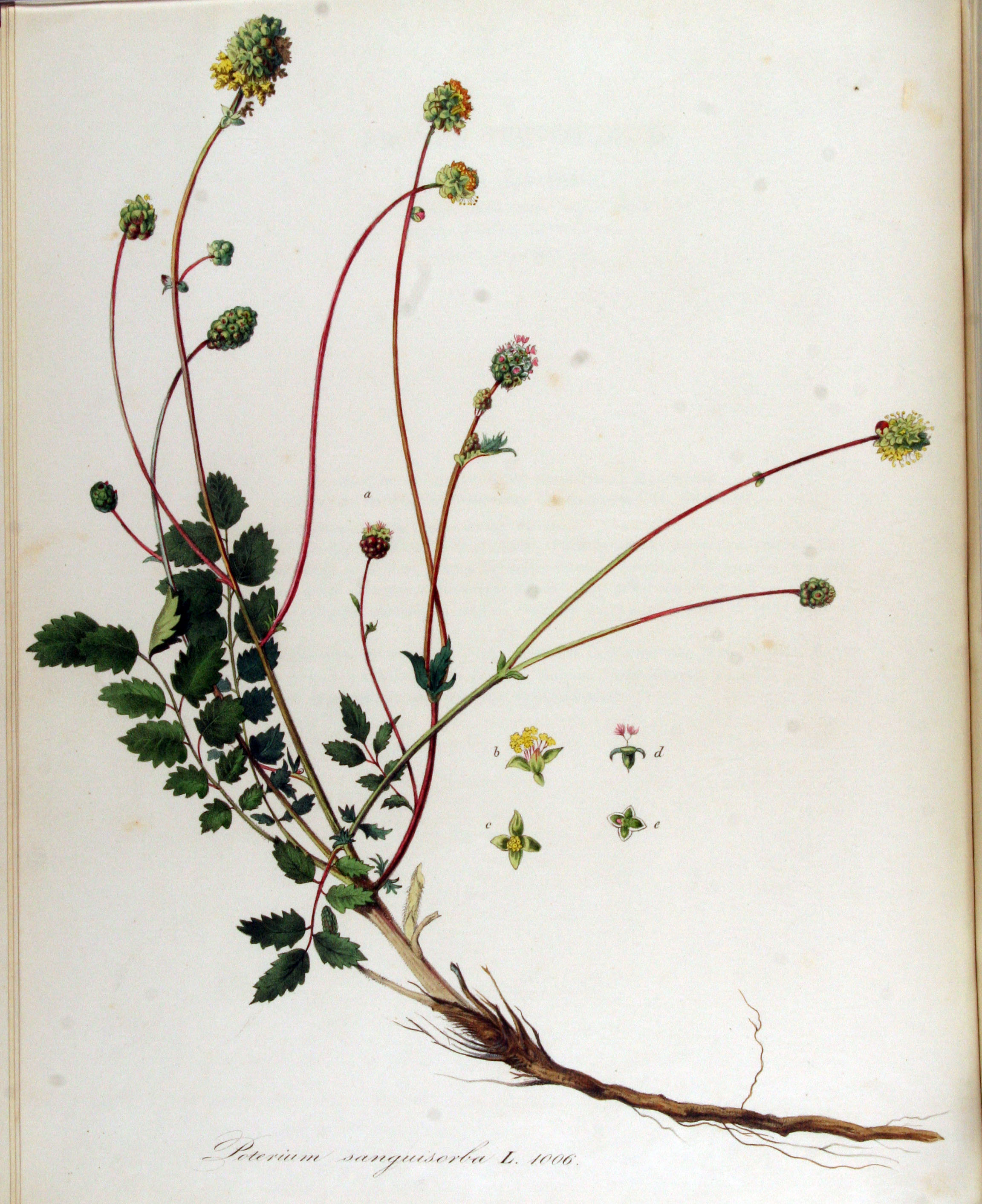
Illustration aus Flora Batava
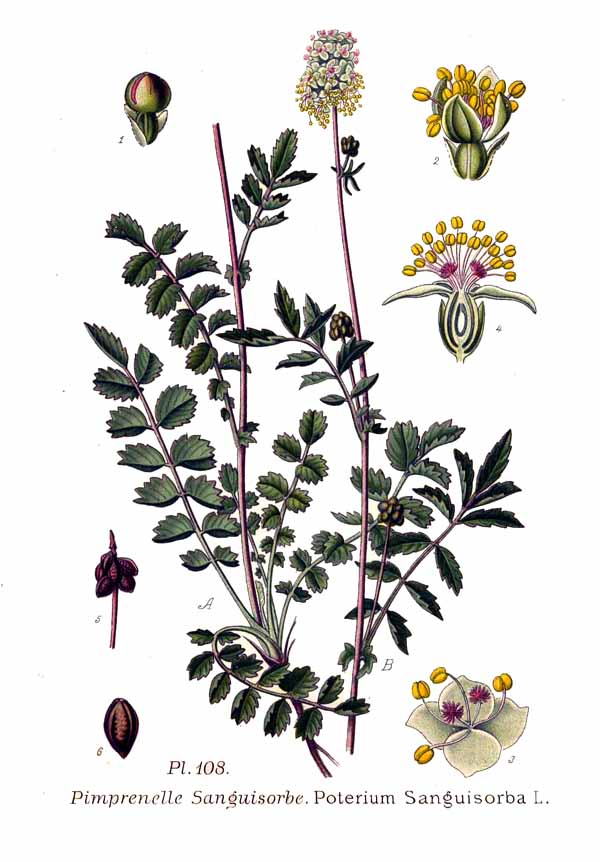
Illustration aus dem Atlas des plantes de France